# Компрењак (Горња Вијена)
Компрењак (фр. Compreignac) насеље је и општина у централној Француској у региону Лимузен, у департману Горња Вијена која припада префектури Белак.
По подацима из 2011. године у општини је живело 1746 становника, а густина насељености је износила 36,67 становника/km². Општина се простире на површини од 47,62 km². Налази се на средњој надморској висини од 410 метара (максималној 587 m, а минималној 301 m).

## Демографија
| 1962. | 1968. | 1975. | 1982. | 1990. | 1999. | 2011. |
| ----- | ----- | ----- | ----- | ----- | ----- | ----- |
| 1.047 | 1.190 | 1.070 | 1.130 | 1.280 | 1.435 | 1.746 |

График промене броја становника у току последњих година